# 沃鲁西安努斯
沃鲁西安努斯（Gaius Vibius Volusianus， ？-253年），罗马帝国皇帝，251年-253年在位。
沃鲁西安努斯是罗马皇帝加卢斯的儿子，加卢斯于251年成为罗马皇帝，立即就立自己的儿子沃鲁西安努斯为共位的皇帝。
默西亚的军队拥立埃米利安努斯为皇帝。埃米利安努斯率军打回意大利，加卢斯匆忙应战，结果，加卢斯尚未能够面对埃米利安努斯，便被自己的部下所暗杀。一同被杀的，还有沃鲁西安努斯。